# معطف أبي (فلم)
معطف أبي هو فيلم دراما كوميدية مغربي صدر سنة 2005، من إخراج عزيز السالمي، وتأليف المحجوب شهيب، وبطولة كل من عبد القادر لطفي، والسعدية لديب، ويوسف الجندي، وسعاد صابر. تدور أحداث الفيلم حول عائلة من الطبقة المتوسطة يعاني أفرادها من بخل رب البيت المختار، الذي يثير معطفه القديم الشكوك حوله. تتفاقم معاناة الأبناء مع تشتت العائلة وطموحاتهم المختلفة في ظل إهمال الأب وانشغاله بتكديس المال.

## القصة
يحكي الفيلم قصة اجتماعية درامية حول عائلة من الطبقة المتوسطة تعاني من البخل الشديد لرب البيت المختار، الذي لا يفارقه معطفه القديم مما أدخل الشك لزوجته وأبنائه الثلاثة حول سر هذا المعطف الذي سيتضح في نهاية الفيلم. ومن جهة أخرى اهتمام المختار بجمع المال وتكديسه دون الاهتمام بأبنائه شتت شمل العائلة، حيث ملّ خالد من البحث عن عمل وهو صاحب الشواهد العليا العديدة التي لم تنقذه من براثن البطالة فأصبح هدفه الأول هو السفر بعيدا لتغيير الأجواء والبحث عن آفاق أفضل في ظل لا مبالة الأب، من جهتها جميلة طالبة تربطها علاقة عاطفية لا علم للعائلة بها بشخص فاشل بينما يحبها صديق العائلة حسن الذي ابتسمت له الدنيا واستطاع إيجاد عمل بعد فترة بطالة طويلة.

## طاقم التمثيل
- عبد القادر لطفي بدور المختار
- السعدية لديب
- يوسف الجندي
- سعاد صابر
- سكينة التباع
- مالك أخميس
- نزهة بدر
- محمد الشوبي
- وحيد السنوجي
- هاجر مصدوقي
- مراد دميغ
- محمد اليزيدي
- عبد اللطيف الخمولي
- سعد الله عبد المجيد
- إدريس كريمي
- سعيد العربي
- سعاد العلوي
- عبد الرحمن برادي
- هند شداد

## وصلات خارجية
- مقالات تستعمل روابط فنية بلا صلة مع ويكي بيانات